# Hieracium imbricatum
Hieracium imbricatum es una especie de planta con flor del género Hieracium, de la familia Asteraceae, orden Asterales.

## Distribución
Hieracium imbricatum se distribuye por Suecia.

## Taxonomía
Fue descrita científicamente por Lindeb.
Tratamiento taxonómico
La especie aparece registrada y publicada en Bot. Not.